# Pristimantis culatensis
Espèce
Synonymes
- Mucubatrachus culatensis La Marca, 2007 "2006"

Statut de conservation UICN

 DD  : Données insuffisantes
Pristimantis culatensis est une espèce d'amphibiens de la famille des Craugastoridae.

## Répartition
Cette espèce est endémique de la municipalité de Libertador dans l'État de Mérida au Venezuela. Elle se rencontre dans la cordillère de Mérida, entre 2 870 et 2 900 m d'altitude.

## Étymologie
Son nom d'espèce, composé de culat[a] et du suffixe latin -ensis, « qui vit dans, qui habite », lui a été donné en référence au lieu de sa découverte, le páramo La Culata sur la municipalité de Libertador.

## Publication originale
- La Marca, 2007 "2006" : Sinopsis taxonomica de dos generos nuevos de anfibios (Anura: Leptodactylidae) de los Andes de Venezuela. Herpetotropicos, vol. 3, no 2, p. 67-87 (texte intégral).